# إيرنيستو أباريسيو
إيرنيستو أباريسيو (بالإسبانية: Ernesto Aparicio)‏ هو لاعب كرة قدم سلفادوري في مركز الهجوم، ولد في 28 ديسمبر 1948 في سان سلفادور في السلفادور. شارك مع منتخب السلفادور لكرة القدم. أما مع النوادي، فقد لعب مع أتلتيكو مارته ‏.

## وصلات خارجية
- إيرنيستو أباريسيو على موقع الاتحاد الدولي (مؤرشف)  (الإنجليزية)
- إيرنيستو أباريسيو على موقع قاعدة بيانات كرة القدم.إي يو (الإنجليزية)
- إيرنيستو أباريسيو على موقع ناشيونال فوتبول تيمز (الإنجليزية)
- إيرنيستو أباريسيو على موقع Soccerway.com (الإنجليزية)
- إيرنيستو أباريسيو على موقع عالم كرة القدم.نت (الإنجليزية)